# Aeroporto di Parigi-Le Bourget
L'aeroporto di Parigi-Le Bourget è un aeroporto francese situato vicino alla città di Le Bourget, nel dipartimento di Senna-Saint-Denis, è gestito dalla società Aéroports de Paris che gestisce anche gli aeroporti di Parigi-Charles de Gaulle e Parigi-Orly. L'aeroporto è aperto al traffico nazionale e internazionale straordinario, agli aerei privati, all'aviazione generale, ai voli IFR e VFR (con alcune restrizioni).

## Localizzazione
Situato a tredici chilometri a nord-est di Parigi, occupa una superficie di 550 ettari, divisi su quattro comuni francesi e due dipartimenti: la Senna-Saint-Denis, Le Bourget, Dugny, Val-d'Oise, Bonneuil-en-France e Gonesse.

## Traffico
Nel 2003:
- movimento di aerei: 55 521.
- numero di passeggeri: 130 000, essenzialmente per l'aviazione d'affari: è il primo aeroporto d'affari in Europa.
- Società operanti: quarantacinque società di aviazione privata e d'affari

Nel 2009:
- movimento di aerei: 58 000, (-10,3% rispetto al 2008).
- numero di passeggeri: circa 100 000, si conferma il primo aeroporto d'affari in Europa.

## Storia

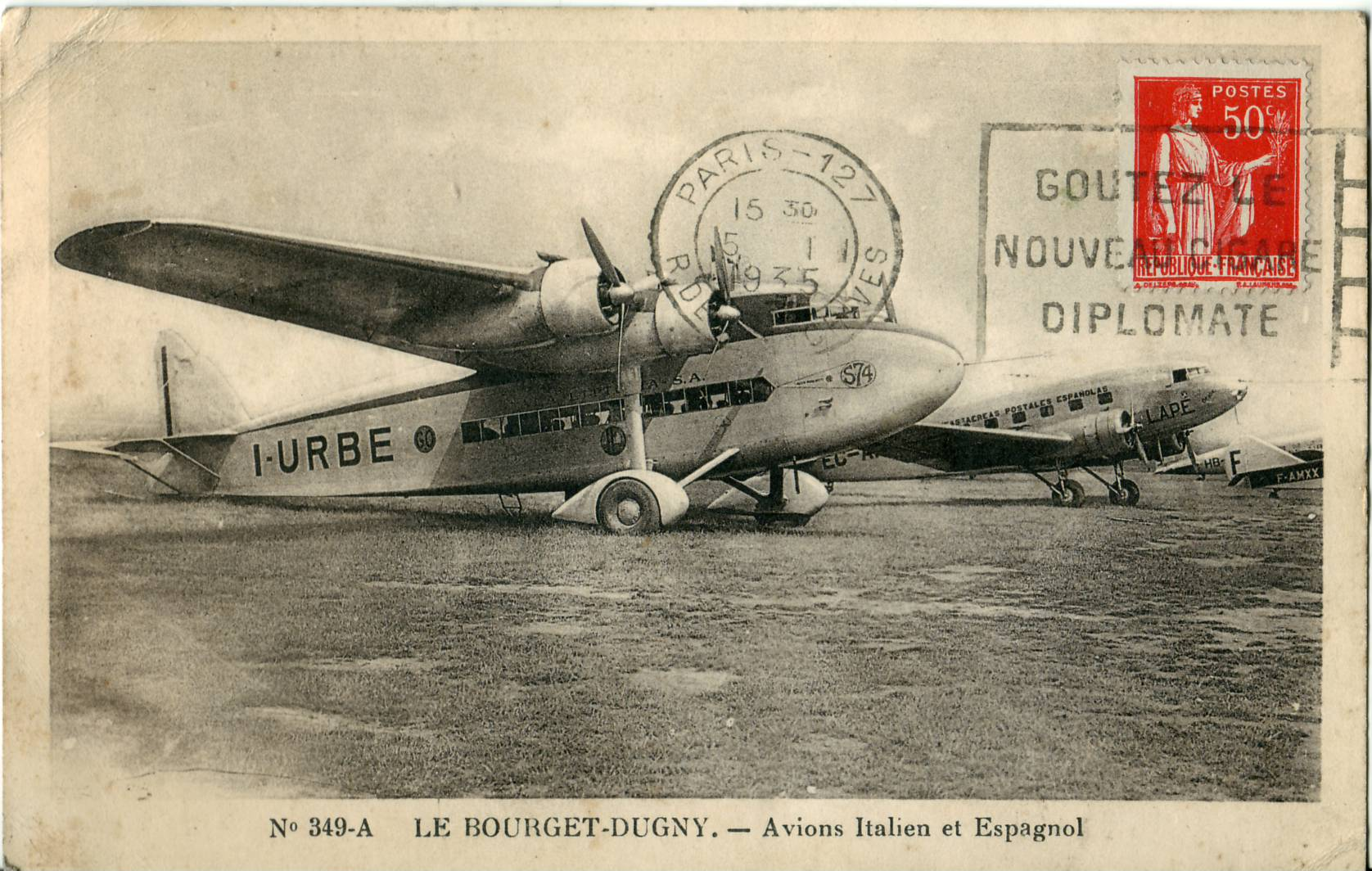
prima della costruzione dell'aerostazione attuale

Aperto nel 1919, fu il primo aeroporto civile di Parigi e restò il solo fino alla costruzione di quello di Orly. È all'aeroporto di Le Bourget che è atterrato Charles Lindbergh, all'età di venticinque anni, al termine della sua traversata dell'Oceano Atlantico a bordo dello Spirit of Saint Louis. Arrivò il 21 maggio del 1927 dopo aver percorso 5 800 chilometri in trentatré ore e trenta minuti. 200 000 spettatori lo aspettavano sulle piste dell'aeroporto.
L'aerostazione storica è stata disegnata dall'architetto Georges Labro alla conclusione di un concorso organizzato dal "ministère de l'Air" nel 1935. Inaugurata il giorno 12 novembre 1937 per l'esposizione internazionale tenutasi a Parigi, l'edificio viene seriamente danneggiato durante la seconda guerra mondiale. Ricostruito identico a prima, continua a servire l'aeroporto civile fino al 1970. Oggi ospita la collezione del Museo dell'aria e dello spazio (Musée de l'air et de l'espace).
È stata eretta una statua nell'aeroporto in onore della francese Raymonde de Laroche, che fu la prima donna a ottenere un brevetto di pilota.

## Salone del Bourget e altre esposizioni
A partire dal 1953 il Salone internazionale dell'aeronautica e dello spazio di Parigi-Le Bourget si svolge nell'aeroporto tutti gli anni dispari. Al fine di soddisfare gli espositori e il pubblico sempre più numeroso, gli accessi dell'aeroporto sono stati ristrutturati per accogliere al meglio le esposizioni, con dei saloni in muratura, uno spazio totalmente riqualificato ed un vasto parcheggio.
A causa di ciò, il parco d'esposizione di Parigi - Le Bourget accoglie oggi anche altre manifestazioni oltre al "Salone internazionale dell'aeronautica e dello spazio".
Da ricordare infatti:
- Il Mondial du modélisme;
- Meeting politici come il Congresso per l'investitura del candidato dell'Unione per un Movimento Popolare (UMP) alle presidenziali del novembre 2004;
- Il Salon des véhicules de loisir;
- Il Paris tuning show;
- Il Salon de l'Aviation Verte.